# West Allis
West Allis és una població dels Estats Units a l'estat de Wisconsin. Segons el cens del 2000 tenia 61.254 habitants.

## Demografia
Segons el cens del 2000, West Allis tenia 61.254 habitants, 27.604 habitatges, i 15.375 famílies. La densitat de població era de 2.083,7 habitants per km².
Dels 27.604 habitatges en un 25,5% hi vivien nens de menys de 18 anys, en un 41,2% hi vivien parelles casades, en un 10,6% dones solteres, i en un 44,3% no eren unitats familiars. En el 37,3% dels habitatges hi vivien persones soles el 14% de les quals corresponia a persones de 65 anys o més que vivien soles. El nombre mitjà de persones vivint en cada habitatge era de 2,19 i el nombre mitjà de persones que vivien en cada família era de 2,92.
Per edats la població es repartia de la següent manera: un 21,5% tenia menys de 18 anys, un 8,4% entre 18 i 24, un 32,3% entre 25 i 44, un 20,5% de 45 a 60 i un 17,2% 65 anys o més.
L'edat mediana era de 38 anys. Per cada 100 dones de 18 o més anys hi havia 90 homes.
La renda mediana per habitatge era de 39.394 $ i la renda mediana per família de 50.732 $. Els homes tenien una renda mediana de 36.926 $ mentre que les dones 26.190 $. La renda per capita de la població era de 20.914 $. Aproximadament el 4,6% de les famílies i el 6,5% de la població estaven per davall del llindar de pobresa.

## Poblacions més properes
El següent diagrama mostra les poblacions més properes.